# Teichnitz
Teichnitz (hornolužickosrbsky  Ćichońca) je místní část velkého okresního města Budyšín v Horní Lužici v německé spolkové zemi Sasko. Nachází se v zemském okrese Budyšín a má 269 obyvatel.

## Geografie
Teichnitz leží severně od centra města Budyšín. Protéká jím řeka Spréva a její levobřežní přítok Temritzer Wasser. Vsí prochází dálnice A4 a také Svatojakubská cesta. V západní části se nachází zrušená železniční trať Budyšín–Hoyerswerda.

## Historie
První písemná zmínka pochází z roku 1303, kdy je uváděn jistý Cuno de Thichenicz. V této době bylo Teichnitz panským sídlem. Původně samostatná obec se v roce 1950 připojila k Budyšínu. V roce 2013 došlo k demolici areálu panského domu.

## Obyvatelstvo
Vesnice náleží k lužickosrbské oblasti osídlení.